# Janko Matúška
Janko Matúška (Dolný Kubín, 10 de gener de 1821 - ibídem, 11 de gener de 1877) fou un poeta i escriptor eslovac.
És cèlebre per ser l'autor de l'himne nacional d'Eslovàquia: Nad Tatrou sa blýska.

## Obra

### Poesia
- 1844 - Nad Tatrou sa blýska
- Púchovská skala
- Svätý zákon
- Hrdoš
- Sokolíček plavý
- Preletel sokolík nad tichým Dunajom
- Slepý starec
- Po dolinách
- Vzdychy spod Lysice
- Kozia skala

### Prosa
- Zhoda liptovská (conte)

### Teatre
- 1846 - Siroty

## Reculls
- 1921 - Janka Matúšku Zobrané spisy básnické
- 1971 - Piesne a báje, tria de poesia, prosa i teatre